# Dolomiten
Dolomiten – Tagblatt der Südtiroler, efter Dolomiterna, är en tyskspråkig dagstidning i Sydtyrolen i Italien och är av de största tidningarna i regionen. Dolomiten grundades 1882 som Der Tiroler. 1945 tog man det nuvarande namnet.